# Новосадковский
Новосадко́вский — хутор в Мартыновском районе Ростовской области.
Входит в состав Комаровского сельского поселения.

## География
Хутор расположен на двух берегах Пролетарского канала и у залива Балка Садковка Весёловского водохранилища.

## Население
| 2010 |
| ---- |
| 1144 |

## Улицы
| - ул. Веселая, - ул. Зелёная, - ул. Калинина, - ул. Ковыльная, - ул. Красноармейская, - ул. Ленина, - ул. Майская, | - ул. Молодёжная, - ул. Первомайская, - ул. Полевая, - ул. Садовая, - ул. Степная, - ул. Школьная, | - пер. Кольцевой, - пер. Производственный, - пер. Пролетный, - пер. Трудовой, - пер. Тупиковый, - пер. Центральный. |